# Okavango
De Okavango is een rivier in zuidelijk Afrika. De bron ligt in Angola waar de rivier de Cubango wordt genoemd. Verder naar het zuiden vormt de rivier tot aan de Caprivistrook de grens tussen Angola en Namibië. Na de Popa-watervallen stroomt de Okavango Botswana binnen en mondt ze uit in de grootste endoreïsche rivierdelta ter wereld. De Okavangodelta eindigt in de Kalahariwoestijn.

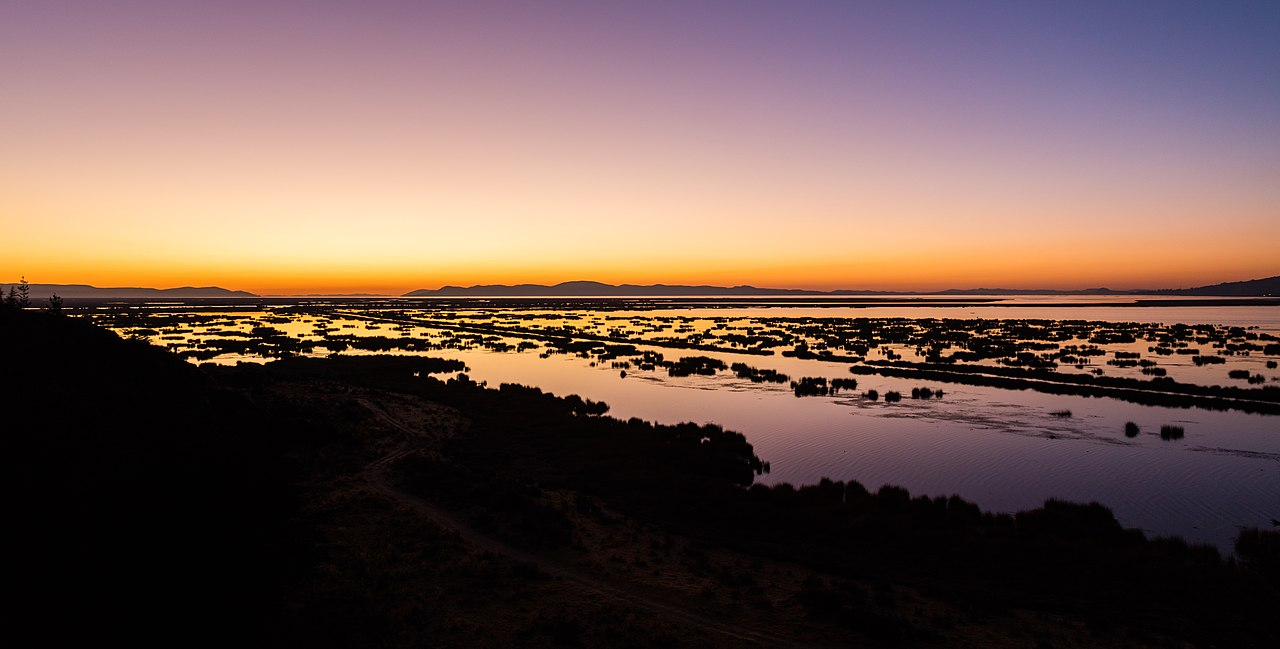

## Dispuut om water
In Namibië bestaat een plan om zoet water uit de Okavango op te vangen en voor consumptie naar het droge midden van het land te vervoeren. Volgens een ander plan wil men bij de Popa-watervallen een dam aanleggen en elektriciteit opwekken. Botswana is een fel tegenstander van beide plannen die grote ecologische gevolgen kunnen hebben voor de Okavangodelta.

## Sedimenttransport
De rivier transporteert 28.000 ton sediment in suspensie naar de Okavangodelta, en een gelijkaardig volume ingewaaid zand dat over de bodem rolt.

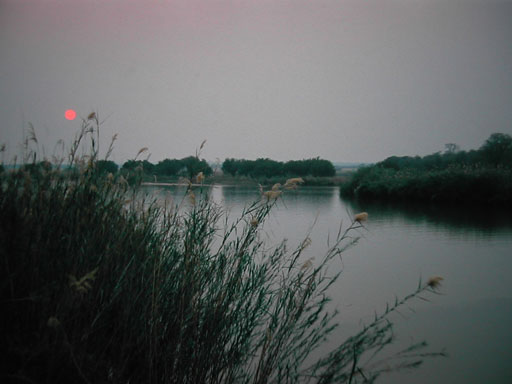
De Okavango bij zonsondergang
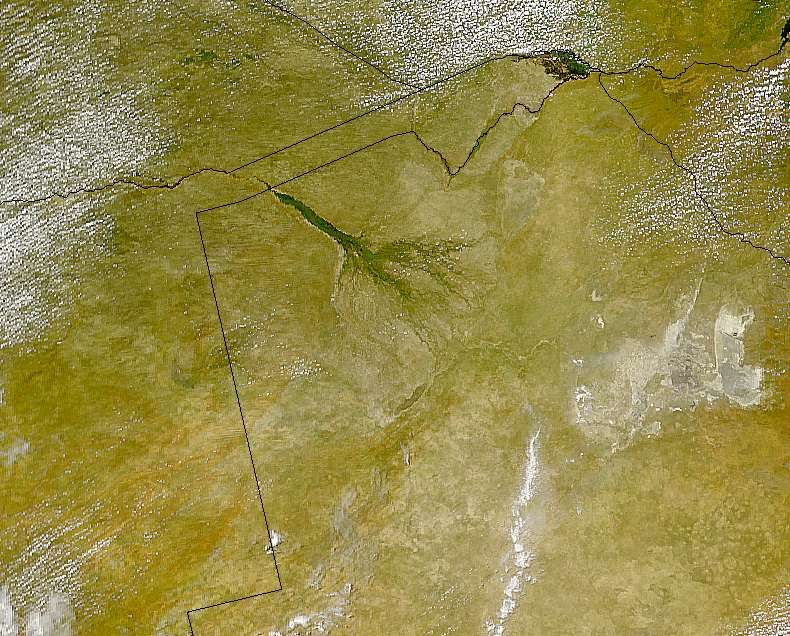
Satellietfoto van de Okavangodelta

- Gemeinsame Normdatei: 4713749-6
- Nationale Bibliotheek van Tsjechië: ge343732
- Nationale Bibliotheek van Israël: 987007546033505171
- Virtual International Authority File: 244536573